# فاطمه تکناوت
فاطمه تکناوت (انگلیسی: Fatima Tagnaout؛ زادهٔ ۲۰ ژانویهٔ ۱۹۹۹) بازیکن فوتبال اهل مراکش است.
از باشگاه‌هایی که در آن بازی کرده است می‌توان به اشاره کرد.
وی همچنین در تیم ملی فوتبال زنان مراکش بازی کرده است.